# Srbsko

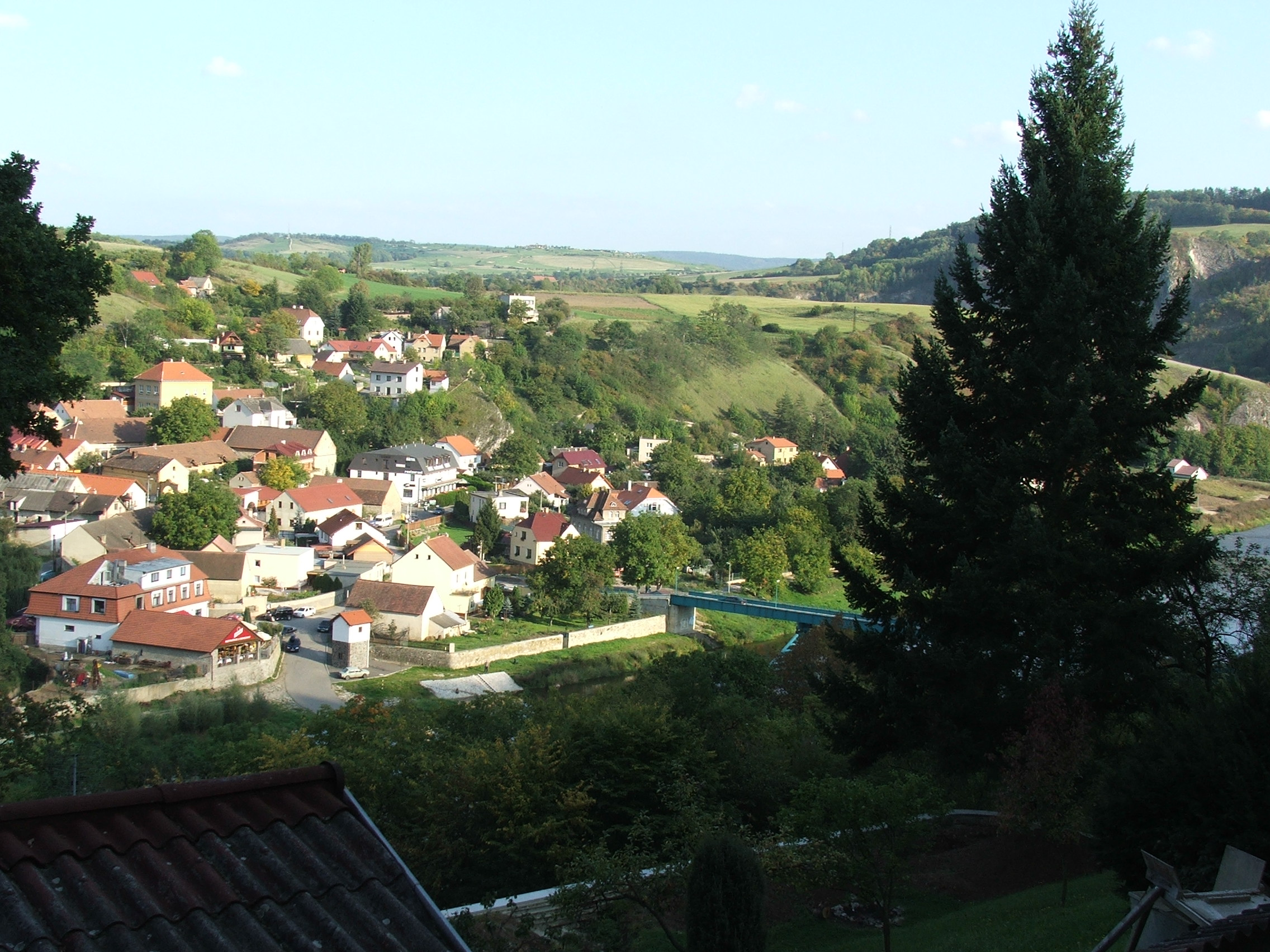
Srbsko

Srbsko ist eine Gemeinde im Okres Beroun im Středočeský kraj in Tschechien. Sie liegt etwa 6 km südöstlich von Beroun und etwa 35 km südwestlich von Prag. Die Gemeinde hat 470 Einwohner (2006) und erstreckt sich über eine Fläche von 6,57 km². Srbsko liegt etwa auf einer Höhe von 225 m. Durch Srbsko fließt die Berounka.

## Geographie
Srbsko befindet sich direkt am linken Ufer der Berounka. Etwa einen Kilometer von Srbsko entfernt mündet der Bach Kačák in die Berounka, der im oberen Lauf mit dem Kajak, im Unteren auch mit dem Kanu befahrbar ist.
In der Nähe von Srbsko gibt es mit dem Český kras auch ein größeres Klettergebiet. Die Landschaft ist hügelig bis bergig mit Wäldern und Lichtungen.
Es gibt in der Umgebung mehrere Höhlen. Die Größte ist die Barrandova jeskyně (Barrandowa-Höhle) mit einer Ausdehnung von 120 Metern und einer Tiefe von 45 Metern.

## Etymologie
Srbsko ist in der tschechischen und slowakischen Sprache bedeutungsgleich mit Srbija.

## Geschichte
Srbsko wird in einem erhaltenen Kaufvertrag aus dem Jahr 1428 zum ersten Mal erwähnt. Einige Historiker gehen wegen des Namens davon aus, dass Srbsko von den Serben aus Südosteuropa gegründet wurde. Nicht ausgeschlossen ist die schon frühere Gründung der Siedlung durch die Serben bzw. Sorben. Das Gebiet war schon im frühen Mittelalter von den Serben besiedelt, wie es zum Beispiel in der Niederschrift De Administrando Imperio von Konstantin VII. Porphyrogennetos aus dem 10. Jahrhundert festgehalten ist. Dieser erzählt über den überlieferten Aufbruch der Serben (Serbloi) aus Boiki in Nachbarschaft des Frankenreichs zu Zeiten des Herakleios Anfang des 7. Jahrhunderts.
Im Jahre 1846 bestand Srbsko aus 33 Häusern mit 255 Einwohnern, darunter zwei protestantischen Familien. Im Ort gab es eine Gemeindeschule und ein Wirtshaus. Pfarrort war St. Johann. Bis zur Mitte des 19. Jahrhunderts blieb das Dorf der k.k. Tafel-Herrschaft Karlstein im Berauner Kreis untertänig.
Im Jahr 1902 wurde in Srbsko eine Eisenbahnhaltestelle errichtet und die kleine Gemeinde wurde damit an das nationale Verkehrsnetz angegliedert.
1938 wurde Srbsko an das Elektrizitätsnetz angeschlossen.
Während des Zweiten Weltkriegs hatte auch Srbsko Opfer zu beklagen. Einige Einwohner gelten seit 1942 nach den Überführungen in das KZ Theresienstadt als vermisst.
Srbsko erlebte 1981 eine schwere Überschwemmung, wobei die Brücke über die Berounka schwer in Mitleidenschaft gezogen wurde.